# سكوت ستيل
سكوت ستيل (بالإنجليزية: Scott Steele)‏ هو متسابق يخت أمريكي، ولد في 26 فبراير 1958 في نيوبورت في الولايات المتحدة.

## وصلات خارجية
- سكوت ستيل على موقع أوليمبيديا (الإنجليزية)